# Batangas
Batangas là một tỉnh loại 1 của Philippines tại khu vực CALABARZON ở Luzon. Tỉnh lỵ là thành phố Bantangas. Tỉnh giáp với các tỉnh Cavite và Laguna về phía bắc và Quezon về phía đông. Phía nam của tỉnh là đảo Mindoro và phía tây là Biển Đông.
Batangas là một trong các điểm du lịch được biết đến nhiều nhất gần Metro Manila. Tỉnh có nhiều bãi biển và nôi tiếng với việc lặn biển với chỉ vài giờ đi xe từ thỉ đô Manila. Một vài địa điểm như Anilao ở Mabini, Matabungkay ở Lian, Punta Fuego ở Nausugbu và Calatagan, và Laiya ở San Juan. Đặc biệt là tỉnh có Anilao (Mabini) được thế giới biết đến với nhiều nơi lặn biển để quan sát cuộc sống sinh vật dưới biển, và nổi bật với những tấm ảnh lớn. Nơi này cách Vùng thủ đô Manila 110 km về phía nam và có thể tới bằng đường bộ hoặc đường biển.
Batangas cũng có Núi lửa Taal, một trong nhóm các Núi lửa Decade. Núi lửa có đầy nước ở trên miệng của nó và ở trên một hòn đảo ở trung tâm Hồ Taal và được các nhà địa chất cho là miệng của một núi lửa lớn xưa kia. Thị trấn Taal nôi tiếng với nghề thêu, làm dao và xúc xích và đây là một trong hai nơi lưu giữ được những nét văn hoá từ thời thực dân Tây Ban Nha ở Philippines]].

## Lịch sử
Trước thời kỳ thực dân Tây Ban Nha, Batangas đã là một trung tâm dân cư lớn và khá thịnh vượng. Người bản địa sống chủ yếu ở ven con sông chính Pansipit. Batangas cũng đã có các hoạt động giao thương với Trung Quốc từ thời Nhà Nguyên cho đến thời kỳ đầu của Nhà Minh. Người dân trong tỉnh cũng buôn bán với Nhật Bản và Ấn Độ
Người Batangueños hiện nay là hậu duệ của những người nhập cư đến từ đảo Kalimantan. Những người định cư Mã Lai đầu tiên đã ổn định cuộc sống ở khu vực cửa sông Taal và sau đó lập nên thị trấn Taal năm 1572. Trước thời thực dân, người Tagalog đặc biệt là người Batangueños đã có một nền văn minh rất tiến bộ.
Năm 1570, thực dân Tây Ban Nha đã thám hiểm khu vực bờ biển của Batangas trên đường tới Manila và đã tấn công bất ngờ một điểm định cư của người Mã Lai ở cửa sông Pansipit. Năm 1572, thị trấn Taal được thành lập và sau đó các tu viện và các nàh thờ đá đã được xây dựng sau đó.
Về chính thức, tỉnh Bonbo được người Tây Ban Nha thành lập năm 1578. Tỉnh được mang tên theo tên được đặt bởi những người Hồi giáo bản địa định cư trong khu vực. Năm 1581, chính quyền Tây Ban Nha giải thể tỉnh Bonbo và thành lập một tỉnh mới là tỉnh Balayan. Tỉnh mới này bao gồm những khu vực mà nay là các tỉnh Batangas, Mindoro, Mảinduque, đông nam của Laguna và Camarines. Sau khi Núi lửa Taal phun trào và tàn phá khu vực năm 1754, thị trấn cố Taal mà nay là San Nicolas bị chôn vùi. Tỉnh lỵ cuối cùng chuyển tới Batangas, nơi cách xa hơn các hoạt động núi lửa.
Lịch sử của tỉnh không thể tách rời khỏi lịch sử của quá trình Thiên Chúa giáo hoá ở Philippines. Hiện tỉnh vẫn còn là một trong những tỉnh mộ đạo nhất Philippines.
Batangas là một trong số 8 tỉnh của Philippines đã xảy ra các cuộc cách mạng chống lại Tây Ban Nha và cũng là một trong những nơi đặt đặt dưới Luật thời chiến của Toàn quyền Ramon Blanco vào ngày 30/08/1896. Sự kiện này đã đanh dấu sự ra đời của lá cờ Philippines do một người bản địa là Marcela Agoncillo. Quốc kỳ Philippines hiện nay có một ngôi sao với 8 tia sáng để biểu trưng cho 8 tỉnh.
Khi người Mỹ cấm ngăn cấm treo cờ Philippines mọi nơi trong cá nước, Batangas là một trong những nơi mà phong trào Cách mạng đã chọn để làm nơi tuyên truyền của họ. Nhiều nghệ sĩ kháng chiến đã chọn Batangas làm nơi để trình bày các hoạt động của họ. Tổng đốc Miguel Malvar được ghi nhận là tổng đốc Philippines cuối cùng đầu hàng Hoa Kỳ trong cuộc chiến tranh Philippines-Hoa Kỳ.

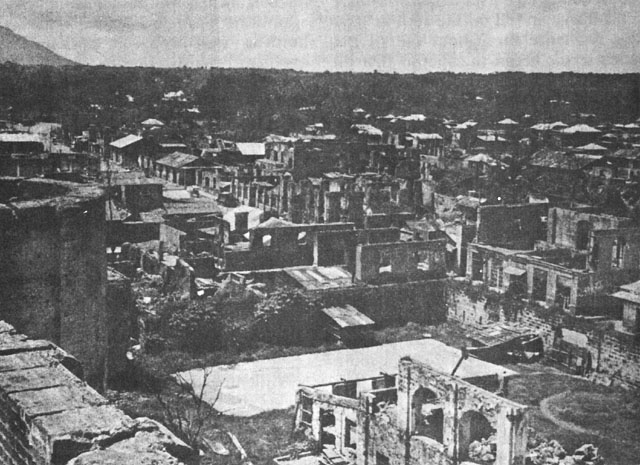
Thành phố Lipa sau khi được Đồng minh giải phóng

Sau trận Trân Châu Cảng nhày 07/12/1941, Nhật Bản chuyển hướng các phi cơ của họ để không kích Philippines, mở đầu những cuộc tấn công khắp đất nước. Sau lệnh của Toàn quyền Douglas MacArthur rút lui toàn diện lực lượng Hoa Kỳ-Philippines tới Bataan năm 1942, tỉnh rốt cuộc bị bỏ rơi sau đó nằm dưới quyền kiểm soát của Nhạt Bản. Vào thời kỳ này, Quân đội đế quốc Nhật Bản đã gây nên nhiều tội ác cho dân thường. Tỉnh được giải phóng vào ngày 31/01/1945.
Sau khi Toàn quyền Douglas MacAthur ghé vào hòn đảo Leyte, ông đã tới thị trấn Nasugbu để đánh dấu việc giải phóng Luzon. Sự kiện này được kỷ niệm bởi người dân Batangas vào ngày cuối cùng của tháng 1 hàng năm. Nếu như Leyte tự hào vì có tượng đồng của McArthur htì Batangas cũng có niềm kiêu hãnh tương tự với bản sao của nó.
Sau khi Philippines được tự do từ Hoa Kỳ. Tỉnh một lẫn nữa có niềm vinh dự vì là nơi xuất thân của nhiều chính khách nổi tiếng

## Nhân khẩu
Phương ngữ của tiếng Tagalog được nói ở tỉnh khá gần với tiếng Tagalog cổ được sử dụng trước khi người Tây Ban Nha đến. Trong những năm gần đây, làn sóng nhập cư từ Visayas đã làm tăng lên tỷ lrrj người Visayas trong tỉnh. Một số người dân trong tỉnh cũng có thể nói dược tiếng Tây Ban Nha vì Batangas vốn là một trung tâm quan trọng suốt thời thuộc địa. Tỉnh Batangas cũng có tỷ lệ biết chữ khá cao là 96,5%, trong đó nam cao hơn một chút là 97,1% và nữ là 95,9%.

## Kinh tế
Batangas cũng có nhiều ngành kinh tế khác ngoài du lịch khiến tỉnh không chỉ trong nước mà còn trên thế giới.

## Hành chính
Tỉnh có 3 thành phố và 31 đô thị tự trị
- Thành phố Batangas
- Thành phố Lipa
- Thành phố Tanauan

| - Abuyog - Alangalang - Albuera - Babatngon - Barugo - Bato - Baybay - Burauen - Calubian - Capoocan - Carigara - Dagami - Dulag - Javier (Bugho) - Julita - Kananga | - La Paz - Leyte - MacArthur - Mahaplag - Matag-ob - Matalom - Mayorga - Merida - Palo - Palompon - Pastrana - San Isidro - San Miguel - Santa Fe - Tabango |